# Karel Chalupa
Karel Chalupa (31. října 1902 Kamenice nad Lipou – 9. srpna 1963 Praha) byl československý politik a poslanec Národního shromáždění republiky Československé za Československou živnostensko-obchodnickou stranu středostavovskou.

## Biografie
Profesí byl vedoucí redaktor. Bydlel v Praze. Ve 30. letech 20. století patřil k hlavním postavám publicistiky napojené na živnostenskou stranu. Působil jako zemský místopředseda dorostu československé živnostensko obchodnické strany středostavovské.
Po parlamentních volbách v roce 1935 se stal poslancem Národního shromáždění. Mandát si udržel do zrušení parlamentu v roce 1939, přičemž v prosinci 1938 ještě přestoupil do poslaneckého klubu nově ustavené Strany národní jednoty.
Zemřel v Praze 9. srpna 1963.